# Список объектов всемирного наследия ЮНЕСКО в США
В спи́ске объе́ктов Всеми́рного насле́дия ЮНЕ́СКО в США значится 23 наименования (на 2017 год).

## Статистика
Всего в полном списке всемирного наследия на 2024 год числится 1223 объектов, то есть доля объектов США в мире — 1,8 %.
Из 23 объектов всемирного наследия в США: 10 культурных и 13 природных объектов. 2 культурных объекта признаны шедеврами человеческого гения (критерий i) и 10 объектов — природными феноменами исключительной красоты и эстетической важности (критерий vii). Национальный парк Эверглейдс находится в Списке всемирного наследия, находящегося под угрозой.

## Список
В данной таблице объекты расположены в порядке их добавления в список всемирного наследия ЮНЕСКО.
| #  | Изображение | Название | Местоположение                                                  | Время создания | Год внесения в список | №    | Критерии             |
| -- | ----------- | --- | --------------------------------------------------------------- | -------------- | --------------------- | ---- | -------------------- |
| 1  |             | Национальный парк Меса-Верде (англ. Mesa Verde National Park)                                                                                             | Штат: Колорадо                                                  | 1906           | 1978                  | 27   | iii                  |
| 2  |             | Йеллоустонский национальный парк (англ. Yellowstone National Park)                                                                                        | Штаты: Вайоминг, Монтана, Айдахо                                | 1872           | 1978                  | 28   | vii, viii, ix, x     |
| 3  |             | Парки и резерваты Клуэйн, Рангел-Сент-Элайас, Глейшер-Бей и Татшеншини-Алсек (англ. Kluane / Wrangell — St. Elias / Glacier Bay / Tatshenshini-Alsek)     | Штат: Аляска (совместно с канадским национальным парком Клуэйн) | 1980           | 1979, 1992, 1994      | 72   | vii, viii, ix, x     |
| 4  |             | Национальный парк Гранд-Каньон (англ. Grand Canyon National Park)                                                                                         | Штат: Аризона                                                   | 1919           | 1979                  | 75   | vii, viii, ix, x     |
| 5  |             | Национальный парк Эверглейдс (англ. Everglades National Park)                                                                                             | Штат: Флорида                                                   | 1947           | 1979                  | 76   | viii, ix, x          |
| 6  |             | Индепенденс-холл (англ. Independence Hall) | Город: Филадельфия Штат: Пенсильвания                           | 1732—1753      | 1979                  | 78   | vi                   |
| 7  |             | Национальный парк Редвуд (англ. Redwood National Park) | Штат: Калифорния                                                | 1968           | 1980                  | 134  | vii, ix              |
| 8  |             | Национальный парк «Мамонтова пещера» (англ. Mammoth Cave National Park)                                                                                   | Штат: Кентукки                                                  | 1941           | 1981                  | 150  | vii, viii, x         |
| 9  |             | Национальный парк Олимпик (англ. Olympic National Park)                                                                                                   | Штат: Вашингтон                                                 | 1938           | 1981                  | 151  | vii, ix              |
| 10 |             | Исторический памятник «Курганы Кахокии» (англ. Cahokia Mounds State Historic Site)                                                                        | Штат: Иллинойс                                                  | VII—XIII век   | 1982                  | 198  | iii, iv              |
| 11 |             | Национальный парк Грейт-Смоки-Маунтинс (англ. Great Smoky Mountains National Park)                                                                        | Штат: Северная Каролина, Теннесси                               | 1934           | 1983                  | 259  | vii, viii, ix, x     |
| 12 |             | Крепость Ла-Форталеза и историческая часть города Сан-Хуан на острове Пуэрто-Рико (англ. La Fortaleza and San Juan National Historic Site in Puerto Rico) | Пуэрто-Рико                                                     | XV—XIX век     | 1983                  | 266  | vi                   |
| 13 |             | Статуя Свободы (англ. Statue of Liberty) | Город: Нью-Йорк Штат: Нью-Йорк                                  | 1886           | 1984                  | 307  | i, vi                |
| 14 |             | Национальный парк Йосемити (англ. Yosemite National Park)                                                                                                 | Штат: Калифорния                                                | 1980           | 1984                  | 308  | vii, viii            |
| 15 |             | Национальный исторический парк Чако (англ. Chaco Culture National Historical Park)                                                                        | Штат: Нью-Мексико                                               | 850—1250       | 1987                  | 353  | iii                  |
| 16 |             | Международный парк мира Уотертон — Глейшер (англ. Waterton Glacier International Peace Park)                                                              | Штат: Монтана, США Провинция: Альберта, Канада                  | 1976           | 1995                  | 354  | vii, ix              |
| 17 |             | Национальный парк «Хавайи-Волкейнос» (англ. Hawaii Volcanoes National Park)                                                                               | Штат: Гавайи                                                    | 1916           | 1987                  | 409  | viii                 |
| 18 |             | Усадьба Монтичелло и университет штата Виргиния в городе Шарлотсвилл (англ. Monticello and the University of Virginia in Charlottesville)                 | Город: Шарлотсвилл Штат: Виргиния                               | XVIII—XIX век  | 1987                  | 442  | i, iv, vi            |
| 19 |             | Индейское поселение Таос-Пуэбло (англ. Taos Pueblo) | Город: Таос Штат: Нью-Мексико                                   | 1000—1450      | 1992                  | 492  | iv                   |
| 20 |             | Национальный парк «Карлсбадские пещеры» (англ. Carlsbad Caverns National Park)                                                                            | Штат: Нью-Мексико                                               | 1930           | 1995                  | 721  | vii, viii            |
| 21 |             | Морской национальный парк Папаханаумокуакеа (англ. Papahānaumokuākea Marine National Monument)                                                            | Штат: Гавайи                                                    | 2006           | 2010                  | 1326 | iii, vi, viii, ix, x |
| 22 |             | Монументальные земляные сооружения Поверти-Пойнт (англ. Monumental Earthworks of Poverty Point)                                                           | Штат: Луизиана                                                  |                | 2014                  | 1435 | iii                  |
| 23 |             | Миссии Сан-Антонио (англ. San Antonio Missions) | Штат: Техас                                                     |                | 2015                  | 1466 | ii                   |
| 24 |             | Работы Фрэнка Ллойда Райта (англ. Lloyd's works) | Штат: Несколько                                                 | 1900-1950-е    | 2020                  |      |                      |

### Географическое расположение объектов
| 3Объекты всемирного наследия ЮНЕСКО в США (Аляска) | 12Объекты всемирного наследия ЮНЕСКО в США (Пуэрто-Рико) | 17 21Объекты всемирного наследия ЮНЕСКО в США (Гавайи) |

## Предварительный список
В таблице объекты расположены в порядке их добавления в предварительный список. В данном списке указаны объекты, предложенные Министерством внутренних дел США в качестве кандидатов на занесение в список всемирного наследия.
| #  | Изображение | Название | Местоположение                                                                    | Время создания  | Год внесения в список | №    | Критерии         |
| -- | ----------- | --- | --------------------------------------------------------------------------------- | --------------- | --------------------- | ---- | ---------------- |
| 1  |             | Объекты движения за гражданские права (англ. Civil Rights Movement Sites) а) Баптистская церковь на Декстер-авеню имени Кинга в Монтгомери б) Бетельская баптистская церковь в Бирмингеме в) Баптистская церковь на 16-й улице в Бирмингеме | Штат: Алабама                                                                     | 1883—1926       | 2008                  | 5241 | vi               |
| 2  |             | Авиационные объекты в Дейтоне (англ. Dayton Aviation Sites) а) Лётное поле Прерия Хаффман б) Велосипедная компания Райт и типография братьев Райт в) Райт-холл г) Холм Хоторн | Штат: Огайо                                                                       | XX век          | 2008                  | 5242 | ii               |
| 3  |             | Хоупвеллские ритуальные земляные сооружения (англ. Hopewell Ceremonial Earthworks) а) Государственный памятник Форт-Эйншент б) Национальный исторический парк культуры Хоупвелл в) Земляные сооружения Ньюарк | Штат: Огайо                                                                       | 1-е тысячелетие | 2008                  | 5243 | iii, vi          |
| 4  |             | Здания Томаса Джефферсона (англ. Thomas Jefferson Buildings) а) Поплар-Форест в округе Бедфорд) б) Капитолий штата Виргиния в Ричмонде | Штат: Виргиния                                                                    | 1785—1826       | 2008                  | 5244 | i, iv, vi        |
| 5  |             | Маунт-Вернон (англ. Mount Vernon) | Штат: Виргиния                                                                    | XVIII век       | 2008                  | 5245 | iv               |
| 6  |             | Серпент-Маунд (англ. Serpent Mound) | Штат: Огайо                                                                       | около 1120 года | 2008                  | 5248 | i, iii, iv       |
| 7  |             | Здания Фрэнка Ллойда Райта (англ. Frank Lloyd Wright Buildings) а) Храм единства в Оук-Парк (Иллинойс) б) Дом Фредерика Роби в Чикаго (Иллинойс) в) Дом Холлихок в Лос-Анджелесе (Калифорния) г) Талиэсин в Спринг-Грин (Висконсин) д) Дом над водопадом в Милл-Ране (Пенсильвания) е) Административное здание и исследовательская башня S.C. Johnson & Son, Inc. в Расине (Висконсин) ж) Дом Герберта и Кэтрин Джейкобсов в Мадисоне (Висконсин) з) Талиэсин-Уэст в Скоттсдейле (Аризона) и) Прайс-Тауэр в Бартлсвилле (Оклахома) к) Музей Соломона Гуггенхейма в Нью-Йорке (Нью-Йорк) л) Административный центр округа Марин в Сан-Рафеле (Калифорния) | Штаты: Аризона, Калифорния, Иллинойс, Нью-Йорк, Оклахома, Пенсильвания, Висконсин | 1905—1969       | 2008                  | 5249 | i, ii            |
| 8  |             | Национальный резерват дикой природы Окефеноки (англ. Okefenokee National Wildlife Refuge) | Штат: Джорджия                                                                    | —               | 2008                  | 5252 | vii, ix, x       |
| 9  |             | Национальный парк Петрифайд-Форест (англ. Petrified Forest National Park) | Штат: Аризона                                                                     | —               | 2008                  | 5253 | vii, viii        |
| 10 |             | Национальный памятник Уайт-Сандс (Белые пески) (англ. White Sands National Monument) | Штат: Нью-Мексико                                                                 | —               | 2008                  | 5254 | vii, viii, ix, x |
| 11 |             | Национальный парк Биг-Бенд (англ. Big Bend National Park) | Штат: Техас                                                                       | —               | 2017                  | 6241 | viii, ix         |
| 12 |             | Бруклинский мост (англ. Brooklyn Bridge) | Штат: Нью-Йорк                                                                    | XIX век         | 2017                  | 6232 | ii, iv           |
| 13 |             | Природоохранный комплекс Калифорнийского течения (англ. California Current Conservation Complex) а) Национальное побережье Пойнт-Рейес б) Национальная зона отдыха Золотые Ворота в) Национальный морской заповедник Залив Монтерей г) Национальный морской заповедник Фараллонов залив д) Национальный морской заповедник Корделл-Бэнк е) Национальный резерват дикой природы Фараллоновы острова ж) Национальный памятник Калифорнийское побережье | Штат: Калифорния                                                                  | —               | 2017                  | 6237 | vii, viii, ix, x |
| 14 |             | Центральный парк (англ. Central Park) | Штат: Нью-Йорк                                                                    | XIX век         | 2017                  | 6234 | ii, iv           |
| 15 |             | Ранние небоскрёбы Чикаго (англ. Early Chicago Skyscrapers) | Штат: Иллинойс                                                                    | XIX век         | 2017                  | 6235 | i, iv            |
| 16 |             | Остров Эллис (англ. Ellis Island) | Штат: Нью-Джерси                                                                  | XIX—XX века     | 2017                  | 6233 | iv               |
| 17 |             | Национальный памятник Марианская впадина (англ. Marianas Trench Marine National Monument) | Территория: Северные Марианские острова                                           | —               | 2017                  | 6238 | viii, ix, x      |
| 18 |             | Охраняемые морские природные территории Американского Самоа (англ. Marine Protected Areas of American Samoa) а) Национальный морской заповедник Американского Самоа б) Национальный памятник Атолл Роуз в) Национальный природный заповедник Атолл Роуз | Территория: Американское Самоа                                                    | —               | 2017                  | 6239 | vii, ix, x       |
| 19 |             | Поселения Моравской церкви (англ. Moravian Church Settlements) | Город: Бетлехем Штат: Пенсильвания                                                | XVIII век       | 2017                  | 6240 | iii, iv          |
| 20 |             | Национальный памятник Удалённые Тихоокеанские острова (англ. Pacific Remote Islands Marine National Monument) а) Бейкер б) Хауленд в) Джарвис г) Уэйк д) Джонстон е) Кингмен ж) Пальмира | Внешние малые острова США                                                         | —               | 2017                  | 6236 | vii, ix, x       |

### Географическое расположение объектов
| 20а 20б 20в 20г 20д 20е 20жКандидаты, вошедшие в Предварительный список (Внешние малые острова) | 18а 18б, вКандидаты, вошедшие в Предварительный список (Американское Самоа) | 17Кандидаты, вошедшие в Предварительный список (Северные Марианские острова) |